# Svetovno prvenstvo v biatlonu 1961
Svetovno prvenstvo v biatlonu 1961 je tretje svetovno prvenstvo v biatlonu, ki je potekalo 25. februarja 1961 v Umeåju, Švedska, v eni disciplini za moške ter neuradni ekipni tekmi.

## Dobitniki medalj

### Moški
| Disciplina        | Zlato                                                    | Zlato   | Srebro                                                                       | Srebro  | Bron                                                    | Bron    |
| 20 km             | Kalevi Huuskonen                                         | 1:32:11 | Aleksander Privalov                                                          | 1:35:07 | Paavo Repo                                              | 1:35:20 |
| ekipno (neuradno) | Finska · Kalevi Huuskonen · Paavo Repo · Antti Tyrväinen | 4:45:38 | Sovjetska zveza · Aleksander Privalov · Valentin Pšenicin · Dimitrij Sokolov | 4:51:35 | Švedska · Klas Lestander · Tage Lundin · Stig Andersson | 5:06:11 |

## Medalje po državah
| Poz | Država          | Zlato | Srebro | Bron | Skupaj |
| 1   | Finska          | 1     | 0      | 1    | 2      |
| 2   | Sovjetska zveza | 0     | 1      | 0    | 1      |